# Erik van den Bulck
Erik van den Bulck (2 augustus 1967) is een Belgisch voormalig korfballer en actief korfbalcoach. Hij stond mee aan de wieg van het Belgische beachkorfbal en coacht nationale beachkorfbal teams.

## Carrière als coach

### Nationaal
- Koninklijke Ganda Korfbal Club, Gent
- Tot medio 2016 was Van den Bulck coach van het Antwerpse Koninklijke Riviera KC in Deurne.[1]

### Bondscoach
- 2015-2022 Belgian Scorpions beachkorfbal team.[2]
- 2023-heden Medio augustus 2023 trad hij als adviseur en coach toe tot Team USA - US Beach Korfball National Team en ging dezelfde maand van start op het IKF Beach Korfball World Cup tornooi te Wroclaw in Polen.

### Erelijst als bondscoach
- Goud op het Europees kampioenschap beachkorfbal 2018 te Blankenberge met de Belgian Scorpions.
- Zilver op het Wereldkampioenschap beachkorfbal 2022 te Nador, Marokko met de Belgian Scorpions.
- 4e plaats op het IKF Beach Korfball World Cup 2023 (Europe)  met Team USA.
- 6e plaats op het Wereldkampioenschap beachkorfbal 2024 met Team USA.